# ألبرت ماكليلان
ألبرت ماكليلان (بالإنجليزية: Albert McClellan)‏ (و. 1986  م) هو لاعب كرة قدم أمريكية، من الولايات المتحدة، ولد في ليكلاند، فلوريدا، يلعب كظهير ‏.

## التعليم
تعلم في Kathleen Senior High School ‏.